# Iberochondrostoma lemmingii
Iberochondrostoma lemmingii, noto in italiano come pardilla è un pesce d'acqua dolce della famiglia Cyprinidae.

## Distribuzione e habitat
Si tratta di una specie endemica della Penisola Iberica sudoccidentale, nei bacini dei fiumi Tago, Guadiana, Odiel, Guadalquivir e Douro.
Vive nel tratto medio dei fiumi, in ambienti con corrente modesta e fondali coperti di vegetazione acquatica.

## Descrizione
Questa specie ha sagoma affusolata simile a quella dell'alborella, con bocca piccola priva delle labbra cornee tipiche del genere Chondrostoma. Ha l'occhio visibilmente più piccolo della congenere boga portoghese. 
La colorazione è argenteo-brunastra con una fitta punteggiatura scura su dorso e fianchi (che può mancare).
Misura fino a 12 cm di lunghezza.

## Biologia
Si riproduce in primavera. Si nutre di alghe e plancton.

## Conservazione
Le popolazioni si sono ridotte negli anni a causa dell'eccessivo prelievo idrico, dell'inquinamento e dell'introduzione di specie aliene.